# Niedersachsenhaus (Schutzhütte)
Das Niedersachsenhaus in der Goldberggruppe der Hohen Tauern ist eine Alpenvereinshütte der Sektion Hannover des Deutschen Alpenvereins und liegt in der Riffelscharte, die das Raurisertal und Kolm-Saigurn mit dem Naßfeld verbindet, auf einer Höhe von 2471 m ü. A., etwa vier Kilometer Luftlinie östlich des Hohen Sonnblicks im österreichischen Land Salzburg.

## Geschichte
Die 1926 eingeweihte Hütte brannte am 26. Dezember 1984 bis auf die Grundmauern nieder, wurde 1986/87 wieder aufgebaut und danach kontinuierlich mit umweltgerechter Technik ausgestattet.

## Aufstiege
- Vom Parkplatz Lenzanger im hinteren Rauriser Tal nach Kolm Saigurn und über einen Wandersteig zum Niedersachsenhaus; Gehzeit etwa 2½ Stunden.
- Von Sportgastein über den Hermann-Bahlsen-Weg zum Niedersachsenhaus; Gehzeit rund 2½ Stunden.

## Touren vom Niedersachsenhaus
- Neunerkogel (2826 m): Gehzeit ab der Hütte etwa 1 Stunde.
- Herzog-Ernst-Spitze (2932 m): Gehzeit ab der Hütte rund 1½ Stunden.
- Schareck (3122 m): Gehzeit ab der Hütte ungefähr 2½ Stunden.

Diese drei Gipfel können in der genannten Reihenfolge über den sogenannten Pröll-Weg erstiegen werden.
- Hoher Sonnblick (3105 m) bzw. Zittelhaus über das Naturfreundehaus Neubau und die Rojacher Hütte in etwa 5 Stunden.

## Übergänge zu anderen Hütten
- Zittelhaus (3105 m): über das Naturfreundehaus Neubau und die Rojacher Hütte in rund 5 Stunden.
- Duisburger Hütte (2572 m): über das Schareck in etwa 4 Stunden.
- Hagener Hütte (2446 m): mit Abstieg nach Sportgastein in ungefähr 4 Stunden.
- Naturfreundehaus Kolm-Saigurn: in rund 2½ Stunden.